# ヴォルデマール・フォークト
ヴォルデマール・フォークト（Woldemar Voigt, 1850年9月2日 - 1919年12月13日）はドイツの物理学者。 

## 人物・生涯
ライプツィヒ生まれ。フランツ・ノイマンのもとで学び、ケーニヒスベルク大学（現カリーニングラード）の非常勤教授になった後、ゲッティンゲン大学の教授、学長となった。
研究の分野は結晶学、熱力学、光学の分野にわたり、電気光学効果の分野では磁化が存在すると複屈折を生じる光磁気効果フォークト効果を発見した。スペクトルの曲線の分布に見られるにもフォークト関数名前を残している。
1887年に著書 Über das Doppler'sche Princip （『ドップラー効果について』）のなかで、 ローレンツ変換を始めて定式化したことでも知られ、マクスウェル方程式がローレンツ変換に対して不変であることも示した。
1919年12月13日、ゲッティンゲンで死去。
同じ名の孫はMe262、Me264などの開発にかかわった航空エンジニアであった。

## フォークト変換
{\displaystyle x^{\prime }=x-vt,\quad y^{\prime }={\frac {y}{\gamma }},\quad z^{\prime }={\frac {z}{\gamma }},\quad t^{\prime }=t-x{\frac {v}{c^{2}}}} ,
{\displaystyle \gamma =1/{\sqrt {1-v^{2}/c^{2}}}} はローレンツ因子と呼ばれ、c は真空中の光速度を表す。